# Пунчаны
Пунчаны, или акуши, или хвостатые агути (лат. Myoprocta) — род млекопитающих семейства агутиевые (Dasyproctidae) грызунов (Rodentia). Включает два вида, которые занимают соседние ареалы в северной части Южной Америки в тропических лесах бассейна Амазонки.
Длина тела 32—38 см, хвоста 45—80 мм, вес 600—1300 г. Шерсть грубая. Верхняя часть, как правило, от красноватого до черноватого или зеленоватого цвета. Мордочка и бока головы часто ярко окрашенные в жёлтый, оранжевый или красный цвет. Нижняя часть тела буроватая, оранжеватая, желтоватая или беловатая. Хвост, который покрыт короткой шерстью, снизу белый, возможно, он используется как сигнальное средство.
Пунчаны близки к агути но, как правило, гораздо меньше и имеют заметный хвост. Резцы светло-оранжевые. Самки имеют четыре пары брюшных молочных желез.
Пунчаны меньше зависят от воды, чем представители рода агути, но их никогда не находили далеко от источника воды. Животные ведут в основном дневной и наземный образ жизни. Собственных нор не роют, создают гнёзда из листьев в полостях деревьев или в норах броненосцев. Питаются растительной пищей: плодами, листьями, орехами, корнями. В период дождей делают запасы.
Беременность длится около 99 дней. Самка рождает от одного до трёх, чаще всего два детёныша. Новорождённые весят 100 грамм, они полностью покрыты мехом и их глаза открыты. Период лактации, необходимый для выживания, составляет 14 дней. Половая зрелость наступает в возрасте 8—12 месяцев. Продолжительность жизни в неволе составляет 10 лет.